# Право на студентску стипендију
Право на студентску стипендију једно је од Законом о ученичком и студентском стандарду регулисано право студента у Републици Србији, које они остварују у области студенстског стандарда како би обезбедили додатна материјална средства за доступније, ефикасније и квалитетније образовање и васпитање током студирања. Ближе услове, критеријуме за утврђивање редоследа, начин остваривања права на студентску стипендију и начин вођења евиденције о одобреним стипендијама, у Републици Србији прописује надлежни министар.

## Право на стипендију
Право на студентску стипендију има студент који испуњава опште услове из Законом о ученичком и студентском стандарду у Републици Србији, и стално постиже одличан успех у учењу и владању и чији родитељ или старатељ има пребивалиште на територији Републике Србије.
Право на студентску стипендију има студент који испуњава опште услове из члана 4. Законом о ученичком и студентском стандарду у Републици Србији, под услоовом да није губио ниједну годину током студија, који је према наставном програму високошколске установе на којој студира положио све испите из претходних година студија и постигао просечну оцену најмање 8,50. и који има пребивалиште на територији Републике Србије.
На стипендију нема право студент који је право на студентску стипендију остварио у складу са одлуком надлежног органа јединице локалне самоуправе.
Стипендија се додељује без обавезе враћања и исплаћује се у месечном новчаном. Износ стипендије   утврђује надлежни министар за сваку школску годину.

## Висина стипендије
Висину студентске стипендије утврђује министар просвете за сваку школску годину у месечном
новчаном износу који је најмање у висини студентског кредита, односно у месечном
новчаном износу најмање у висини учешћа студента у цени смештаја и исхране, увећаним
за 20%.

## Услови за добијање стипендије
Министарство просвете расписује конкурс за доделу студентске стипендије најкасније три месеца пре почетка школске године, а редослед кандидата утврђује се на основу успеха оствареног у претходном школовању и социјално-економског статуса породице.
Студент коме је након расписаног конкурса додељена стипендија  закључује уговор о стипендији са Министарством, којим се ближе уређују права и обавезе у вези са коришћењем стипендије.

## Губитак права на стипендију
Студент за кога се утврди да је злоупотребом остварио право на студентску стипендију - трајно губи право на студентску стипендију.